# Esra'a Al Shafei
Esra'a Al Shafei (àrab: إسراء الشافعي, Isrāʾ ax-Xāfiʿī) (Bahrain, 23 de juliol de 1986) és una activista pels drets civils de Bahrain, blocaire i fundadora i directora executiva de Mideast Youth i els seus projectes relacionats, inclòs Crowdvoice.org. Al Shafei es sòcia veterana de TED, sòcia d'Echoing Green, i ha estat citada pel reporter George Webster de CNN com «una honesta defensora de la llibertat d'expressió». Ha estat presentada en Fast Company com una de les «100 persones més creatives en els negocis»". També és promotora de la música com a mitjà de canvi social, sent fundadora de Mideast Tunes, que és actualment la plataforma més gran per als músics clandestins a Orient Mitjà i nord d'Àfrica.
Al Shafei va ser guardonada amb el Premi Berkman d'Innovació en Internet, pel Berkman Klein Center for Internet & Society de la Harvard Law School en 2008 per les seves «contribucions destacades a Internet i el seu impacte en la societat». En 2012 va rebre una beca de la Fundació Shuttleworth pel seu treball en la plataforma de codi obert Crowdvoice.org. També és la destinatària del Monaco Media Prize, que reconeix la innovació en l'ús dels mitjans de comunicació per al progrés de la humanitat. En 2014 va ser inclosa en la llista «30 Under 30» de Forbes entre els emprenedors socials que tenen un impacte al món. El Fòrum Econòmic Mundial la va incloure com una de les «15 dones que canvien el món en 2015». Aquest mateix any va guanyar el premi Most Courageous Media de Free Press Unlimited. Al Shafei va ser seleccionada en 2017 com a sòcia del MIT Media Lab.

## Rerefons
Esra'a Al Shafei, segons el seu propi compte, recorda haver presenciat el tracte inhumà dels treballadors migrants quan era nena. Això, juntament amb els estereotips dels mitjans de comunicació sobre la joventut d'Orient Mitjà, la va incitar a fundar la xarxa Mideast Youth. Amb el temps, la xarxa es va ampliar per a incloure altres qüestions de drets civils a Orient Mitjà i es va ramificar per a crear una àmplia gamma de plataformes amb un abast global.